# Ann Henderson-Sellers
Ann Henderson-Sellers (Sheffield, Inglaterra, 7 de marzo de 1952) es una climatóloga australiana, directora del World Climate Research Programme entre 2006 a 2007 y directora de la División Ambiental de la ANSTO desde 1998 a 2005. Fue vicerrectora de Investigación y Desarrollo, del Instituto Real de Melbourne de Tecnología, de 1996 a 1998. Antes de eso, fue directora fundadora del "Centro de Impactos Climáticos", en la Universidad de Macquarie, donde continúa llevando a cabo una cátedra de Geografía Física. Fue también profesora del WMO Proyecto de intercomparación de los esquemas de parametrización de la superficie terrestre, que opera como una organización internacional basada en Internet. Recientemente ha dirigido el Grupo de Análisis de Modelos de Evaluación del Clima (MECCA). También actúa como consultora de la Universidad de las Naciones Unidas sobre diversos aspectos del impacto del cambio climático. Durante 1995, fue una de las autoras de convocatoria para el SAR del IPCC .
Su ensayo “The IPCC Report: What The Lead Authors Really Think” discute los puntos de vista del IPCC', especialmente el Cuarto Informe de Evaluación del IPCC.

## Algunas publicaciones
- kendal McGuffie, ann Henderson-Sellers. 2005. "A Climate Modelling Primer", 3ª edición de John Wiley & Sons en línea

- ann Henderson-Sellers. 1995. World survey of climatology. 16. Future climates of the world. Editor Elsevier, 608 pp. ISBN 0444893229

- ----------------------------. 1994. The Global connection: future needs for research data networks in Australia : draft findings. Editor	Australian Science and Technology Council, 30 pp.

- ----------------------------, russell j. Blong. 1989. The greenhouse effect: living in a warmer Australia. Edición ilustrada de New South Wales University Press, 211 pp. ISBN 0868402672

- ----------------------------, alan Goodman. 1987. Homogenizing Surface and Satellite Observations of Cloud. Aspects of Bias in Surface Data. Editor Defense Technical Information Center, 133 pp.

- ----------------------------, ------------------. 1986. Homogenizing Surface and Satellite Observations of Cloud. Editor Defense Technical Information Center, 89 pp.

- ----------------------------. 1986. Current global land-surface data sets for use in climate-related studies. Número 272 NCAR technical note. Editor National Center for Atmospheric Research, Atmospheric Analysis and Prediction Division, 110 pp.

- ----------------------------. 1984. Cloud archiving strategies. Editor Air Force Geophysics Laboratory, Air Force Systems Command, U.S. Air Force, 119 pp.

- ----------------------------. 1983. The Origin and Evolution of Planetary Atmospheres. Volumen 9 de Monographs on Astronomical Subjects. Edición ilustrada de Books on Demand, 256 pp. ISBN 0783780036